# ویلهو پتتر ننونن
ویلهو پِتْتِر نِنونِن (انگلیسی: Vilho Petter Nenonen; ۶ مارس ۱۸۸۳ – ۱۷ فوریهٔ ۱۹۶۰) سپهبد نیروی زمینی فنلاند بود. وی در جنگ جهانی اول، جنگ داخلی فنلاند، جنگ زمستان و نهایتاً در جنگ پس‌آیند شرکت داشت.